# Katarzyna Kacperczyk
Katarzyna Anna Kacperczyk (ur. 19 grudnia 1974 w Tomaszowie Mazowieckim) – polska urzędniczka państwowa i dyplomatka, specjalistka w zakresie stosunków międzynarodowych, w latach 2013–2016 podsekretarz stanu w Ministerstwie Spraw Zagranicznych, od 2024 podsekretarz stanu Ministerstwie Zdrowia.

## Życiorys
Córka Ireny i Wojciecha. Absolwentka II Liceum Ogólnokształcącego im. Stefana Żeromskiego w Tomaszowie Mazowieckim. Ukończyła studia w Instytucie Stosunków Międzynarodowych Uniwersytetu Warszawskiego. Kształciła się także na Uniwersytecie Kraju Saary, Columbia University i Szkole Głównej Handlowej w Warszawie.
Od 2002 zawodowo związana z MSZ. Zatrudniona kolejno w Departamencie Strategii i Planowania Polityki Zagranicznej, następnie w Stałym Przedstawicielstwie RP przy ONZ Nowym Jorku oraz w Departamencie Zagranicznej Polityki Ekonomicznej. W 2010 została zastępczynią dyrektora Departamentu Polityki Ekonomicznej, następnie objęła stanowisko dyrektora Departamentu Współpracy Ekonomicznej. 1 listopada 2013 została podsekretarzem stanu w MSZ. Została odwołana ze stanowiska 24 sierpnia 2016. We wrześniu tego samego roku została głównym doradcą w gabinecie politycznym prezesa Rady Ministrów. Pełniła tę funkcję do 2017; w 2018 została powołana na funkcję dyrektora Centrum Programów Międzynarodowych w Szkole Głównej Handlowej w Warszawie. 24 stycznia 2024 została powołana na stanowisko podsekretarza stanu w Ministerstwie Zdrowia.

## Odznaczenia
- 2011 – Złoty Krzyż Zasługi[8]
- 2015 – Wielki Oficer Orderu Korony (Belgia)[7]
- 2016 – Order Tomáša Garrigue Masaryka IV klasy (Czechy)[9]